# Россошка (Брянська область)
Россошка (рос. Рассошка) — присілок у Брасовському районі Брянської області Росії. Входить до складу муніципального утворення Сниткінське сільське поселення.
Населення — 20 осіб.
Розташований за 3,5 км на схід від села Брасово, примикає з півдня до села Сниткіно.
За 4 км на південь від села знаходиться однойменний зупинний пункт (пост, раніше — роз'їзд) на залізничній лінії Брянськ-Льгов, при якому до 1978 року також існував однойменний населений пункт.

## Історія
Присілок Россошка згадується з першої половини XVII століття в складі Брасовського стану Комарицької волості. Спочатку розташовувався значно північніше, за 2 км на південний схід від села Клинське (пізніше тут виникло селище Катеринівка). З 1741 року — володіння Апраксиних.
У 1778—1782 рр. входив до Луганського повіту, потім до 1929 в Севському повіті (з 1861 року — у складі Апраксинської (Брасовської) волості).
З 1929 року в складі Брасовського району; до 2005 року — в Сниткінській сільраді.

## Населення
За найновішими даними, населення — 20 осіб (2013).
У минулому чисельність мешканців була такою:
| Роки      | 1858 | 1866 | 1894 | 1926 | 1979 | 1989 | 2002 | 2010 |
| --------- | ---- | ---- | ---- | ---- | ---- | ---- | ---- | ---- |
| Населення | 152  | 192  | 380  | 661  | 246  | 127  | 49   | 28   |